# Iudicium duplex
Iudicium duplex (lat.) označuje civilní soudní řízení, ve kterém mají účastníci na obou stranách sporu zároveň postavení žalobce i žalovaného. Takovým řízením je např. řízení o zrušení a vypořádání podílového spoluvlastnictví nebo společného jmění manželů. Žalobu proto může podat kterýkoli z účastníků právního vztahu, na druhou stranu soud není ve smyslu ustanovení § 153 odst. 2 občanského soudního řádu vázán žalobním návrhem, může přisoudit více nebo i něco jiného, protože způsob vypořádání vyplývá přímo ze zákona. Kterýkoli z účastníků může také později podat návrh na exekuci.
Pojem pochází už z římského práva, kde měl identický procesní význam. Iudicium duplex se ovšem uplatňovalo nejen při rušení a vypořádání spoluvlastnictví nebo majetkového společenství spoludědiců, ale také mezi vlastníky sousedících pozemků v řízení zahájeném na základě mezní žaloby o určení hranic těchto pozemků.